# Liste von Persönlichkeiten der Stadt Daejeon
Dies ist eine Liste von Persönlichkeiten der Stadt Daejeon. Die Liste erhebt keinen Anspruch auf Vollständigkeit.

## Söhne und Töchter der Stadt
Folgende Persönlichkeiten sind in der Stadt geboren. Die Auflistung erfolgt chronologisch nach Geburtsjahr. Ob sie ihren späteren Wirkungskreis in Daejeon hatten oder nicht, ist dabei unerheblich.
- Shigeo Yaegashi (1933–2011), japanischer Fußballspieler
- Kim Duk-soo (* 1952), Percussion-Performance-Künstler
- Lee Tae-ho (* 1961), Fußballspieler- und trainer
- Hwang Sun-ai (* 1962), Badmintonspielerin
- Kim Sam-soo (* 1963), Fußballspieler und -trainer
- Lee Yoon-ki (* 1965), Filmregisseur und Drehbuchautor
- Lee Sang-yoon (* 1969), Fußballspieler und -trainer
- Park Keon-ha (* 1971), Fußballspieler und -trainer
- Oh Seong-ok (* 1972), Handballspielerin und -trainerin
- Haemin (* 1973), Zen-Mönch, Schriftsteller und Vortragender
- Okkyung Lee (* 1975), Cellistin (Interpretin, Improvisatorin) und Komponistin
- Moon Eui-jae (* 1975), Ringer
- Kwon Sang-woo (* 1976), Schauspieler
- Sim Jae-won (* 1977), Fußballspieler
- Anna Kim (* 1977), österreichische Schriftstellerin
- Pak Se-ri (* 1977), Golfsportlerin
- Jo Eun-ji (* 1981), Schauspielerin, Filmregisseurin und Sängerin
- Hong Jin-ho (* 1982), E-Sportler
- Song Joong-ki (* 1985), Schauspieler und Moderator
- Minchan Kim (* 1986), Jazzmusiker
- Kim Bub-min (* 1991), Bogenschütze
- Cho Bo-ah (* 1991), Schauspielerin
- Jeong Woo-geun (* 1991), Fußballspieler
- Evan Scott (* 1992), US-amerikanischer Basketballschiedsrichter südkoreanischer Abstammung
- Kim Seong-soo (* 1992), Fußballspieler
- Lee Young-ho (* 1992), E-Sportler
- Lee Jeong-jin (* 1993), Fußballspieler
- Heo Kwang-hee (* 1995), Badmintonspieler
- Hyuk (* 1995), Sänger und Schauspieler
- Hwang In-beom (* 1996), Fußballspieler
- Woo Sang-hyeok (* 1996), Hochspringer
- Lee June-seo (* 2000), Shorttracker
- Jeon Ha-young (* 2001), Säbelfechterin
- Lee Do-hyung (* 2001), Fußballspieler
- Lee Hae-in (* 2005), Eiskunstläuferin

## Ehrenbürger
- 2009: James Alix Michel (* 1944), Präsident der Republik Seychellen (2004–2016)[1]
- Berndt Feuerbacher (1940–2020), deutscher Physiker